# August Oelze
Friedrich August Oelze, auch Ölze (* 17. August 1821 in Opperode; † 14. März 1900 in Dessau), war ein deutscher Jurist und Politiker. Er war Oberbürgermeister der Stadt Bernburg, Abgeordneter des Landtags des Herzogtums Anhalt und zuletzt Regierungspräsident in Dessau.

## Leben und Wirken
Er war der Sohn eines Domänenpächters in Opperode im Fürstentum Anhalt-Bernburg bei Ballenstedt und schlug nach dem Schulbesuch eine Verwaltungslaufbahn ein. Als ausgebildeter Jurist ließ er sich als Advokat in Bernburg nieder und wurde herzoglich-anhaltischer Oberregierungsrat. 1848 war er einer der Wortführer der Rechten im Landtag des Herzogtums Anhalt. 1851 wurde er Bürgermeister und 1860 Oberbürgermeister der Stadt Bernburg. 1870 legte er das Amt des Oberbürgermeisters nieder. Später wurde er Regierungspräsident in Dessau.
Oelze war u. a. Mitglied mehrerer Aufsichtsräte und Vorstände sowie Ehrenmitglied des Herzoglichen Gymnasiums und Realgymnasiums zu Dessau.

## Auszeichnungen
- Verdienstmedaille Anhalts in Gold